# St. Michael (Unterelchingen)

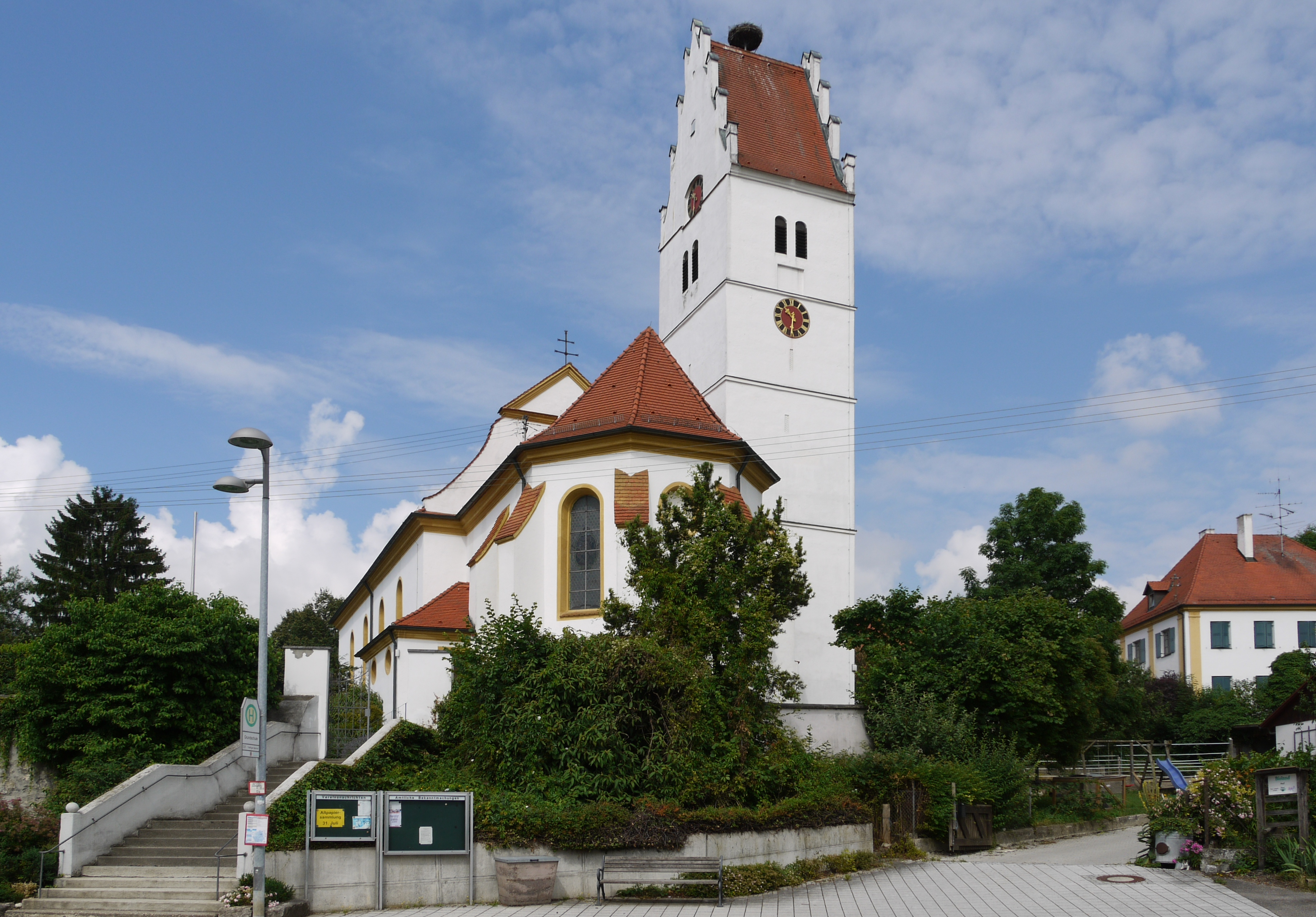
St. Michael in Unterelchingen

Die römisch-katholische Pfarrkirche St. Michael steht in Unterelchingen, einem Gemeindeteil von Elchingen im bayerisch-schwäbischen Landkreis Neu-Ulm von Bayern. Das Bauwerk ist in der Liste der Baudenkmäler in Elchingen als Baudenkmal unter der Nr. D-7-75-139-26 eingetragen. Die Pfarrei gehört zum Dekanat Neu-Ulm des Bistums Augsburg. Kirchenpatron ist der Erzengel Michael.

## Beschreibung
Der eingezogene, dreiseitig geschlossene, mit Strebepfeilern gestützte Chor im Osten der Saalkirche und der Chorflankenturm an seiner Nordwand, die beide im Kern aus dem 15. Jahrhundert stammen, wurden 1722/23 beim Neubau des Langhauses im Auftrag des Abts der Reichsabtei Salem verändert. Der Chorflankenturm wurde mit einem Staffelgiebel mit Fialen als Verzierung aufgestockt.
Der Innenraum des Langhauses ist mit einer Flachdecke überspannt. Der Stuck besteht aus Bandelwerk. Das Fresko im Chor zeigt die Geburt Jesu, das im Langhaus den Höllensturz der gefallenen Engel. Den Hochaltar baute 1743 Joseph Anton Feuchtmayer. Vor dem Altarretabel steht eine Statue des Erzengels Michael, die sich ursprünglich im Kloster Fultenbach befand. Das Kruzifix aus der Mitte des 18. Jahrhunderts wird von Assistenzfiguren begleitet.
Die originale barocke Bestuhlung ist vollständig erhalten.

## Orgel
1868 erbaute Anselm Roschmann aus Günzburg eine rein mechanische Schleifladen-Orgel mit zehn Registern auf einem Manual und Pedal und folgender Disposition:
| Manual C– |     |
| Bourdon   | 16′ |
| Principal | 08′ |
| Koppel    | 08′ |
| Gamba     | 08′ |
| Viola     | 08′ |
| Octav     | 04′ |
| Flöte     | 04′ |
| Mixtur    |     |

| Pedal C– |     |
| Subbaß   | 16′ |
| Octavbaß | 08′ |

1962 erfolgte ein Orgelneubau einer Schleifladenorgel mit mechanischer Spieltraktur und elektrischer Registertraktur durch Orgelbau Sandtner mit folgender Disposition:
| I Hauptwerk C–g3 |             |       |
| 1.               | Quintade    | 16′   |
| 2.               | Principal   | 08′   |
| 3.               | Koppelflöte | 08′   |
| 4.               | Oktave      | 04′   |
| 5.               | Schwiegel   | 02′   |
| 6.               | Mixtur IV   | 1 ⁄3′ |
| 7.               | Trompete    | 08′   |

| II Schwellwerk C–g3 |              |        |
| 8.                  | Holzgedackt  | 8′     |
| 9.                  | Weidenpfeife | 8′     |
| 10.                 | Gemshorn     | 4′     |
| 11.                 | Rohrflöte    | 4′     |
| 12.                 | Principal    | 2′     |
| 13.                 | Terz         | 1 3⁄5′ |
| 14.                 | Quinte       | 1 ⁄3′  |
| 15.                 | Cymbel       | 1⁄2′   |
| 16.                 | Rohrschalmey | 8′     |
|                     | Tremulant    |        |

| Pedal C–f1 |           |     |
| 17.        | Subbaß    | 16′ |
| 18.        | Oktavbass | 08′ |
| 19.        | Pommer    | 04′ |
| 20.        | Fagott    | 16′ |

- Koppeln: II/I, I/P, II/P
- Spielhilfen: eine freie Kombination, Crescendowalze, Crescendo ab, Tutti.